# Stylops bipunctatae
Stylops bipunctatae är en insektsart som beskrevs av Pierce 1909. Stylops bipunctatae ingår i släktet Stylops och familjen stekelvridvingar. Inga underarter finns listade i Catalogue of Life.